# Oncidium welteri
Oncidium welteri là một loài thực vật có hoa trong họ Lan. Loài này được Pabst mô tả khoa học đầu tiên năm 1956.